# So cosa hai fatto
So cosa hai fatto (I Know What You Did Last Summer) è un film del 1997 diretto da Jim Gillespie e interpretato da Jennifer Love Hewitt, Sarah Michelle Gellar, Ryan Phillippe e Freddie Prinze Jr.
Il film è tratto dall'omonimo romanzo per ragazzi della scrittrice Lois Duncan del 1973, pubblicato in Italia nel 1998 da Sperling & Kupfer Editori.
Le riprese del film si svolsero dal 31 marzo 1997 al giugno 1997.

## Trama
Southport, Carolina del Nord, 4 luglio 1996. Un gruppo di quattro amici adolescenti, formato da Julie James, Helen Shivers, Barry Cox e Ray Bronson, festeggia la vittoria di Helen ad un concorso di bellezza sulla spiaggia, decidendo di accendere un falò e raccontandosi a vicenda delle storie di paura. Sulla via del ritorno Barry, ubriaco fradicio, lascia cadere la sua bottiglia di birra accanto a Ray, che, guidando, distoglie la sua attenzione dalla strada e investe in pieno un passante. A causa dell'incidente il volto dell'uomo è irriconoscibile; terrorizzati dalle ripercussioni dell'omicidio i ragazzi, seppur a malincuore, decidono di comune accordo di sbarazzarsi del cadavere nel mare, non prima di essersi tolti di torno Max, un loro coetaneo innamorato di Julie sopraggiunto sul posto. Giunti al molo, i quattro gettano il corpo in acqua, anche se sembra riprendere conoscenza per qualche secondo, notando un tatuaggio su un braccio, dopodiché giurano che non parleranno mai più dell'accaduto.
Passa un anno, e il gruppo si è sciolto: Julie e Ray non stanno più insieme, così come Helen e Barry. Julie e Barry studiano al college, e tornano a casa per le vacanze estive; Helen, dopo non aver ottenuto il successo sperato a New York come attrice, lavora nel negozio di famiglia gestito da sua sorella maggiore Elsa; Ray invece, è un semplice pescatore. Julie da alcune ricerche ha scoperto che il nome dell'uomo morto è David Egan, il cui cadavere fu trovato in mare dopo tre settimane dall'incidente.
Tuttavia Julie, ancora segnata dal segreto che condivide coi suoi vecchi amici, riceve una lettera minatoria con scritto "so cosa hai fatto l'estate scorsa". Julie ricontatta subito Helen e Barry, il quale pensa che il mandante del biglietto sia Max, l'unico ad essere stato presente quella sera di un anno prima. Barry intima a Max, ora pescatore insieme a Ray, di smetterla di importunarli, minacciandolo con un uncino da macello, e i ragazzi credono che la questione si sia risolta, ma poco dopo Max viene brutalmente ucciso da un misterioso individuo mascherato da pescatore che lo infilza con il medesimo uncino usato prima da Barry per spaventarlo. Mentre è in palestra ad allenarsi, Barry trova la fotografia della sua auto, con cui investirono l'assassino, e con su scritta la frase: "Io so". Uscito dall'edificio, Barry viene a sua volta investito dal Pescatore che gli si lancia contro con la sua macchina ma, seppur trovandosi davanti al ragazzo a terra e ormai inerme, lo risparmia.
Con Barry ricoverato all'ospedale, Julie e Helen prendono in mano le redini della situazione e rintracciano Melissa Egan, ovvero la sorella di David. Sotto false identità, Julie ed Helen riescono a essere ospitate in casa di Melissa, e dalla loro conversazione emerge l'esistenza di un amico di David, Billy Blue, con cui Melissa ebbe una breve relazione in seguito alla morte del fratello. 
Melissa dice inoltre che David potrebbe essere morto suicida, perché si sentiva in colpa per via di un incidente stradale capitato due anni prima nel quale morì la sua fidanzata, Susan Willis. A questo punto, le due ragazze incominciano a sospettare di questo Billy Blue.
In serata, Helen torna a casa, senza accorgersi che il Pescatore si è intrufolato e nascosto in camera sua. Infatti, il mattino successivo, si risveglia con i capelli tagliati fino alle spalle e una scritta sullo specchio: “Presto”. Mentre è in macchina per raggiungere una Helen sconvolta, Julie sente degli strani rumori provenire dal bagagliaio, che, una volta aperto, rivela al suo interno il cadavere di Max completamente ricoperto di granchi vivi. Tuttavia, l'assassino fa scomparire il corpo prima che anche Helen, Barry e Ray lo vedano. Ray a parte un messaggio è l'unico a non essere stato perseguitato direttamente dal folle e Barry inizia a sospettare di lui.
I quattro amici, a questo punto, ordiscono un piano, visto che è passato esattamente un anno da quella fantomatica notte: Helen e Barry partecipano all'annuale parata paesana del 4 luglio per cercare d'intercettare il Pescatore e fermarlo, Julie si reca nuovamente da Melissa per lasciarle identificare Billy Blue, mentre Ray se ne tira fuori.
Alla festa, durante l'elezione della nuova reginetta, Helen assiste impotente alla morte di Barry, ucciso dal Pescatore nel loggione, ma un agente di polizia del posto, non trovando nulla di strano, ritiene si tratti di uno scherzo e offre a Helen un passaggio a casa. Lungo la strada, però, il Pescatore fa la sua comparsa fingendo di avere l'auto in panne solo per distrarre il poliziotto e ucciderlo. Helen rompe il vetro del finestrino e si dà alla fuga, arrivando nel negozio di sua sorella. Qui, il Pescatore entra da una porta secondaria e sgozza Elsa, per poi inseguire Helen, che deve buttarsi giù da una finestra per sfuggirgli. Ripresi i sensi, Helen continua a scappare e si ritrova a pochi metri di distanza dalla parata che sta attraversando la strada, ma l'assassino riesce ad aggredirla e infine a ucciderla.
Julie torna da Melissa e racconta tutto e ricorda di aver visto un tatuaggio col nome “Susan” sul braccio dell'uomo da loro ucciso, ma Melissa nega categoricamente che David ne avesse uno, perciò Julie corre a casa e, tramite delle ricerche sul web, capisce che l'uomo che hanno investito, nonché l'assassino che li sta tormentando, è Benjamin "Ben" Willis, padre di Susan il quale, poco dopo aver assassinato David per vendicare la figlia, fu investito dai quattro ragazzi, ma riuscì a sopravvivere.
Julie si precipita da Ray al molo per avvertirlo, ma alla vista del nome “Billy Blue” inciso sulla sua barca, si convince che sia Ray il colpevole. Julie fugge da Ray, che viene steso da un uomo che rassicura Julie e le permette di salire a bordo della sua barca, dove la ragazza scopre una stanza piena di ritagli di giornale, articoli e foto su di lei e i suoi amici, da cui comprende di trovarsi sull'imbarcazione del Pescatore. L'uomo, Ben Willis, rivela la propria identità a Julie, poi aziona la barca così da ucciderla lontano dalla terraferma, ma Ray giunge in suo soccorso. Al termine di una rocambolesca battaglia, durante la quale Julie s'imbatte nei corpi senza vita di Helen e Barry nella cella frigorifera, Ray sconfigge Willis scaraventandolo in mare aperto dopo avergli fatto perdere una mano col suo stesso uncino. A incubo finito, Ray confessa a Julie, che sentendosi in colpa si era presentato come Billy Blue a Melissa per ottenere informazioni sulla persona che avevano investito, così i due si rimettono insieme.
Un anno dopo, Julie è al college e sembra essersi buttata alle spalle gli orrori di Southport, ma un giorno trova la scritta “Lo so ancora” nel bagno, mentre il redivivo Pescatore sfonda la vetrata. Forse è un sogno o forse Willis è ancora vivo.

## Accoglienza

### Critica
Il film ricevette recensioni contrastanti, finendo inevitabilmente per essere paragonato a Scream, anch'esso sceneggiato da Williamson. Mick LaSalle lo ritenne inferiore a Scream, invece Richard Harrington espresse un paragone positivo, affermando che si trattava di «un film di genere, intelligente e ben disegnato con un centro morale e un solido cast di giovani attori che lo sostengono». Anche Variety ne fu entusiasta e lo definì come un film di genere raffinato con elementi di paura superiori. Di diverso avviso il critico Roger Ebert, che assegnò al film una stella su quattro, affermando nella sua recensione che la scena migliore fosse la prima.

## Riconoscimenti
- 1998 - MTV Movie Awards
  - Nomination Miglior performance rivelazione a Sarah Michelle Gellar
- 1998 - Saturn Award
  - Nomination Miglior film horror
- 1998 - Blockbuster Entertainment Awards
  - Miglior attrice non protagonista in un film horror a Sarah Michelle Gellar
  - Miglior esordio femminile a Jennifer Love Hewitt
  - Nomination Miglior attore in un film horror a Freddie Prinze Jr.
  - Nomination Miglior attrice in un film horror a Jennifer Love Hewitt
  - Nomination Miglior attore non protagonista in un film horror a Ryan Phillippe
- 1998 - ASCAP Award
  - Top Box Office Films a John Debney
- 1998 - Young Artist Awards
  - Nomination Miglior attrice giovane a Jennifer Love Hewitt
- 1998 - International Horror Guild
  - Nomination Miglior film

## Sequel
Il film ha avuto due seguiti: Incubo finale e Leggenda mortale.
Un ulteriore sequel diretto del primo film, ha visto il ritorno di Freddie Prinze Jr. e Jennifer Love Hewitt, distribuito il 16 luglio 2025 con il medesimo titolo So cosa hai fatto.